# 대한민국 민법 제200조
대한민국 민법 제200조는 권리의 적법의 추정에 대한 민법 물권법 점유권상 조문이다.

## 조문
제200조(권리의 적법의 추정) 점유자가 점유물에 대하여 행사하는 권리는 적법하게 보유한 것으로 추정한다.

第200條(權利의 適法의 推定) 占有者가 占有物에 對하여 行使하는 權利는 適法하게 保有한 것으로 推定한다.

Article 200(The presumption of proper right held) The occupant's exercise of right, it is presumed that the occupant holds the rights properly.

오직 동산에만 해당된다.

## 참고 문헌
- 오현수, 일본민법, 진원사, 2014. ISBN 978-89-6346-345-2
- 오세경, 대법전, 법전출판사 , 2014 ISBN 978-89-262-1027-7
- 이준현 , LOGOS 민법 조문판례집, 미래가치, 2015. ISBN 979-1-155-02086-9

## 같이 보기
- 점유권